# رودونهنگ
رودوستوس (نام علمی: Rodhocetus) سرده‌ای منقرض شده از پیش‌نهنگان است که در دوره لوتتین (۴۸٫۶ تا ۴۰٫۴ میلیون سال پیش) در پاکستان امروزین زندگی می‌کردند. شناخته‌شده‌ترین سنگواره از این جانوران رودوستوس است که استخوان‌های جزئی باقی‌مانده از آن تصویری کامل از نهنگ‌های دوره ائوسن می‌دهند. این نهنگ‌ها پاهای عقبی کوتاه به همراه دستان بلند داشتند. این ویژگی‌ها به خوبی نشانگر چگونگی انتقال و فرگشت آب‌بازسانان کنونی از پستاندارانی خشکی‌زی به دریازی هستند.